# Trop de femmes
Trop de femmes — Too Many Women dans l'édition originale américaine — est un roman policier américain de Rex Stout, publié en 1947. C’est le dixième roman de la série policière ayant pour héros Nero Wolfe et son assistant Archie Goodwin.

## Résumé
Nero Wolfe est approché par Jasper Pine, le président de Naylor-Kerr Inc., une grande société d'ingénierie. Ayant récemment commandé une enquête sur les causes d'un gros roulement du personnel, le rapport obtenu a révélé que le bruit court parmi les salariés que Waldo Moore, un employé tué dans un accident avec délit de fuite, a en fait été assassiné. Alarmé par ce rapport, le conseil d'administration de Naylor-Kerr souhaite embaucher Nero Wolfe pour enquêter et tirer l'affaire au clair. Archie Goodwin, l'assistant de Wolfe, propose d'infiltrer l'entreprise en se faisant passer pour un consultant externe. Wolfe accepte.
Lors de son premier jour chez Naylor-Kerr, Archie découvre avec surprise qu'il travaille entouré de 500 très belles femmes, toutes employées comme secrétaires ou assistantes. Parmi elles se trouve Hester Livsey, la fiancée de Waldo Moore au moment de sa mort. Archie rencontre également Kerr Naylor, le superviseur du département, homme désagréable s'il en est, mais intouchable car il est le fils d'un des fondateurs de la société et ne cache pas son ambition de devenir rapidement le président de la compagnie. Naylor révèle aussi qu'il est au courant de la véritable identité de Goodwin et que Moore a obtenu son travail grâce à la sœur de Naylor, Celia, qui est aussi l'épouse de Jasper Pine. 
Bientôt, la rumeur se répand qu'Archie enquête sur la mort de Moore. Goodwin est alors approché par Rosa Bendini, une employée qui soutient tout comme Naylor que Moore a été assassiné, puis qui tente de séduire Archie. Au cours de leur discussion, Archie apprend des détails sur les relations de Moore avec ses collègues, y compris avec Rosa elle-même et dresse une liste des suspects : Livsey elle-même; Gwynne Ferris, qui a tenté de séduire Moore, mais qui a été repoussée ; Benjamin Frenkel, un superviseur amoureux éconduit de Ferris ; et Summer Hoff, un conseiller technique qui a eu une altercation avec Moore. Archie Goodwin convainc Rosa Bendini de rencontrer Wolfe à qui elle avoue qu'elle avait une relation amoureuse avec Moore et que son frère le savait.
Le lendemain, alors que Archie Goodwin discute avec Frenkel, Naylor les interrompt pour affirmer qu'il connaît l'assassin, mais qu'il refuse de révéler son identité. Archie note cette information dans son rapport quotidien à Pine et au conseil d'administration. 
Le matin suivant, quand Archie arrive au bureau, il découvre que quelqu'un a forcé son classeur pour lire ses rapports. Une analyse des empreintes digitales révèle qu'il s'agit de Gwynne Ferris, qui est responsable d'avoir répandu la rumeur sur l'enquête que mène Archie. Au cours de l'entretien entre elle et Archie, Naylor vient les interrompre une fois encore pour se rétracter et avouer qu'il ne connaît pas le meurtrier. Archie l'accuse de mentir.
Peu après, un article sur l'enquête de Goodwin paraît dans la presse. L'inspecteur Cramer de la police de New York est fort mécontent. Il exige de savoir ce que font au juste Wolfe et Archie dans cette histoire. Alors que les deux héros tentent de répondre au policier en lui dissimulant tout ce qu'ils peuvent, Cramer reçoit un appel de téléphone : Kerr Naylor a été retrouvé mort, écrasé au même endroit que Waldo Moore. La similitude des décès et du lieu de « l'accident » ne peut plus faire croire à une simple coïncidence ni à un homicide involontaire : les deux victimes ont bel et bien été assassinées. Et Wolfe aura fort à faire pour démasquer la personne coupable de ce double meurtre.

## Éditions
Édition originale en anglais
- (en) Rex Stout, Too Many Women, New York, Viking Press, 1947

Éditions françaises
- (fr) Rex Stout (auteur) et Madeleine et Edmond Michel-Tyl (traducteur), Trop de femmes [«  Too Many Women  »], Paris, Fayard, coll. « L’Homme aux orchidées no 9 », 1950, 224 p. (BNF 32449204)
- (fr) Rex Stout (auteur) et Madeleine et Edmond Michel-Tyl (traducteur), Trop de femmes [«  Too Many Women »], Paris, Librairie des Champs-Élysées, coll. « Le Club des Masques no 166 », 1973, 250 p. (BNF 35147381)

## Sources
- André-François Ruaud, Les Nombreuses Vies de Nero Wolfe - Un privé à New York, Lyon, Les moutons électriques, coll. Bibliothèque rouge, 2008  (ISBN 978-2-915793-51-2)
- J. Kenneth Van Dover. At Wolfe's Door: The Nero Wolfe Novels of Rex Stout, 2e édition, Milford Series, Borgo Press, 2003  (ISBN 0-918736-51-X).